# Hadrodactylus variegatipes
Hadrodactylus variegatipes là một loài tò vò trong họ Ichneumonidae.